# Euomphalia strigella
Euomphalia strigella е вид коремоного от семейство Hygromiidae.

## Разпространение
Видът е разпространен в Австрия, Андора, Босна и Херцеговина, България, Германия, Гърция, Дания, Естония, Испания, Италия, Латвия, Литва, Лихтенщайн, Молдова, Норвегия, Полша, Португалия, Северна Македония, Румъния, Русия (Калининград), Словакия, Словения, Сърбия, Украйна, Унгария, Финландия, Франция, Хърватия, Черна гора, Чехия, Швейцария и Швеция.